# 김주영 (1987년)
김주영(金株英, 1987년 9월 27일 ~ )은 대한민국의 배우이다.

## 학력
- 2000년 ~ 2003년 성포중학교
- 2003년 ~ 2006년 안산동산고등학교
- 2006년 ~ 2010년 한국외국어대학교 법학과'

## 연기 활동

### 드라마
- 2007년 SBS 금요드라마 《연인이여》 ... 강세진 역
- 2007년 SBS 청소년 드라마 《달려라 고등어》 ... 고귀동 역
- 2007년 MBC 수목 미니시리즈 《메리대구 공방전》 ... 황대한 역
- 2008년 KBS 2TV HD 월화드라마 《강적들》 ... 강수호 아역
- 2010년 EBS 월화드라마 《마주보며 웃어》 ... 이수민 역
- 2011년 MBC HD 일일연속극 《남자를 믿었네》 ... 정선 역
- 2011년 E채널 목요드라마 《빅히트》 ... 김산 역
- 2011년 OCN 일요드라마 《뱀파이어 검사》 ... 최동만 역
- 2011년 채널A 월화드라마 《컬러 오브 우먼》 ... 이준상 역
- 2012년 KBS 2TV 단막극 《KBS 드라마 스페셜 - 소녀 탐정 박해솔》 ... 최태평 역
- 2012년 JTBC 월화드라마 《해피 엔딩》 ... 청년 김두수 역 (최민수 아역)
- 2012년 OCN 일요드라마 《뱀파이어 검사 2》 ... 최동만 역
- 2013년 JTBC 주말연속극 《궁중잔혹사 꽃들의 전쟁》 ... 봉림대군 역
- 2013년 SBS 일일드라마 《잘 키운 딸 하나》 ... 장라공 / 고라공 (박라공) 역 (인간말종 2, 본작의 서브 빌런이자 중간 보스)
- 2014년 JTBC 월화드라마 《유나의 거리》 ... 정용근 역
- 2017년 KBS 2TV TV소설 《그 여자의 바다》 ... 최정욱 역 (본작의 서브 남주인공이자 중간 보스)
- 2018년 JTBC 월화드라마 《일단 뜨겁게 청소하라》 ... 배우 역 (특별 출연)
- 2019년 MBC 특별기획 주말드라마 《이몽》 ... 김승진 역
- 2019년 OCN 수목드라마 《달리는 조사관》 ... 부지훈 역
- 2021년 SBS 월화드라마 《홍천기》 (2021년, SBS) ... 이현모 역

### 영화
- 2009년 《키친》 ... 양산가게 학생 커플 역
- 2012년 《차이나 블루》 ... 길남 역

### 연극
- 2009년 《연애특강》

## 홍보대사
- 2012년 대한적십자사 헌혈홍보대사